# Christian Høgni Jacobsen
Christian Høgni Jacobsen (Runavík, 12 maggio 1980) è un calciatore faroese, attaccante dell'NSÍ Runavík e della Nazionale faroese.

## Palmarès

### Club

#### Competizioni nazionali
- Campionato faroese: 1

NSÍ Runavík: 2007

### Individuale
- Capocannoniere del campionato faroese: 1

2010 (22 reti)